# 柔毛金盏苣苔
柔毛金盏苣苔（学名：Isometrum villosum）为苦苣苔科金盏苣苔属下的一个种。

## 扩展阅读
維基物種上的相關：柔毛金盏苣苔